# Galeus antillensis
Galeus antillensis е вид хрущялна риба от семейство Scyliorhinidae.

## Разпространение
Видът е разпространен в Американски Вирджински острови, Антигуа и Барбуда, Британски Вирджински острови, Гваделупа, Монсерат, Пуерто Рико, САЩ (Флорида), Свети Мартин, Сейнт Китс и Невис, Сен Бартелми и Хаити.